# Azambujeira e Malaqueijo
Azambujeira e Malaqueijo (oficialmente: União das Freguesias de Azambujeira e Malaqueijo) é uma freguesia portuguesa do município de Rio Maior, com 14,84 km² de área e 797 habitantes (censo de 2021). A sua densidade populacional é 53,7 hab./km².

## História
Foi criada aquando da reorganização administrativa de 2012/2013,  resultando da agregação das antigas freguesias de Azambujeira e Malaqueijo.

## Demografia
A população registada nos censos foi:
| Distribuição da População por Grupos Etários | Distribuição da População por Grupos Etários | Distribuição da População por Grupos Etários | Distribuição da População por Grupos Etários | Distribuição da População por Grupos Etários | Distribuição da População por Grupos Etários |
| -------------------------------------------- | -------------------------------------------- | -------------------------------------------- | -------------------------------------------- | -------------------------------------------- | -------------------------------------------- |
| Antes da agregação                           |                                              |                                              |                                              |                                              |                                              |
| Ano                                          | 0-14 anos                                    | 15-24 anos                                   | 25-64 anos                                   | >= 65 anos                                   | Total                                        |
| 2001                                         | 125                                          | 138                                          | 495                                          | 234                                          | 992                                          |
| 2011                                         | 132                                          | 69                                           | 465                                          | 230                                          | 896                                          |
| Após a agregação                             |                                              |                                              |                                              |                                              |                                              |
| Ano                                          | 0-14 anos                                    | 15-24 anos                                   | 25-64 anos                                   | >= 65 anos                                   | Total                                        |
| 2021                                         | 87                                           | 87                                           | 394                                          | 229                                          | 797                                          |